# Annikki Tähti
Airi Annikki Tähti (ur. 5 grudnia 1929 w Helsinkach, zm. 19 czerwca 2017 w Vantaa) – fińska piosenkarka.

## Kariera
Śpiewać zaczęła w wieku 14 lat. W 1950 roku zaczęła pobierać nauki u George′a de Godzinskiego. W 1952 rozpoczęła zawodową karierę. W 1955 wydała singel Muistatko Monrepos’n, który sprzedał się w 38 000 egzemplarzy i jako pierwszy fiński utwór został złotą płytą. Ponadto złotem pokryły się jeszcze dwa jej single: Balladi Olavinlinnasta i Kuningaskobra. Sukces sprzedażowy odniosły również Kuiskaten (1956), Budapestin yössä (1958), Kaunis on luoksesi kaipuu (1958), Pustan sävel (1959) i Tummat silmät (1959). W latach 60. wydała także Laulu kahdesta pennistä i Pieni sydän. W 1957 wydała płytę Annikki Tähti.
W latach 1954–1956 śpiewała w orkiestrze Onniego Gideona, w latach 1956–1957 była solistką orkiestry Erika Lindströma, a w latach 1957–1967 śpiewała w zespole Penttiego Tiensuu. Od 1967 była niezależną piosenkarką. Współpracowała także z Britą Koivunen.
Wystąpiła w kilku filmach: 2 hauskaa vekkulia (1953), Iskelmäkuvia (1959), Suuri sävelparaati (1959), Iskelmäkaruselli pyörii (1960), Toivelauluja (1961) i Człowiek bez przeszłości (2002).

## Życie prywatne
Pod koniec lat 50. poślubiła dyrygenta Penttiego Tiensuu, z którym miała syna Jukkę (ur. 1960). Małżeństwo zakończyło się na przełomie lat 80., a Tiensuu zmarł na raka w 1982. W maju 2008 doznała udaru mózgu, po którym już nie wróciła do śpiewania. Zmarła 19 czerwca 2017 w domu opieki w Vantaa. Została pochowana na cmentarzu Hietaniemi.

## Wyróżnienia
W 1992 zdobyła nagrodę miasta Vantaa, w 1998 otrzymała nagrodę specjalną Emma-gaala, a w 2003 – nagrodę Anny-Liisy. W 2004 zajęła 89. miejsce na liście najwybitniejszych Finów. Odznaczona orderem Lwa Finlandii.